# Canton de Matignon
Le canton de Matignon est une ancienne division administrative française, située dans le département des Côtes-d'Armor et la région Bretagne.

## Composition
Le canton de Matignon regroupait les communes suivantes :
- La Bouillie
- Fréhel
- Hénanbihen
- Hénansal
- Matignon
- Pléboulle
- Pléhérel
- Plévenon
- Ruca
- Saint-Cast-le-Guildo
- Saint-Denoual
- Saint-Pôtan

## Démographie
| 1962   | 1968   | 1975   | 1982   | 1990   | 1999   | 2006   | 2011   | 2012   |
| ------ | ------ | ------ | ------ | ------ | ------ | ------ | ------ | ------ |
| 12 673 | 12 535 | 12 323 | 12 454 | 12 109 | 11 919 | 12 674 | 13 406 | 13 389 |

## Histoire
De 1833 à 1848, les cantons de Matignon et de Ploubalay avaient le même conseiller général. Le nombre de conseillers généraux par département était limité à 30.

## Représentation

### Conseillers généraux de 1833 à 2015
| Période                                  | Identité                                                      | Parti                       | Qualité                                                                                 |
| ---------------------------------------- | ------------------------------------------------------------- | --------------------------- | --------------------------------------------------------------------------------------- |
| 1833-1837                                | Pierre Levavasseur                                            |                             | Maire de Matignon                                                                       |
| 1837-1839 (décès)                        | François Le Restif de la Motte-Colas (1757-1839)              |                             | Propriétaire à Pléboulle                                                                |
| 1839-1848                                | Napoléon-Pierre Homéry (1806-1892)                            |                             | Notaire, maire de Ploubalay                                                             |
| 1848-1852                                | Louis Jean Marie Cohan                                        |                             | Avocat, propriétaire-agriculteur à Hénanbihen                                           |
| 1852-1856                                | Louis Thomas Leconte                                          | Droite                      | Banquier, député (1849-1851, 1852-1857) Maire de Dinan                                  |
| 1856-1871                                | Jean-François Gaspaillard                                     |                             | Notaire à Hénanbihen                                                                    |
| 1871-1883                                | Vicomte Paul Marie du Breil de Pontbriand (1838-1916)         | Droite                      | Ancien commandant de bataillon Propriétaire à Saint-Pôtan                               |
| 1883-1895                                | Georges Robinot                                               | Républicain                 | Maire de La Bouillie                                                                    |
| 1895-1898 (décès)                        | Eugène Victor Pellion (1847-1898)                             |                             | Propriétaire à Saint-Cast-le-Guildo                                                     |
| 1898-1906 (décès)                        | François Padel                                                | Républicain radical         | Capitaine au long-cours Maire de Pléhérel (1894-1906)                                   |
| 1907-1913                                | Marie Hippolyte Félix Poinçon de la Blanchardière (1858-1915) | Conservateur                | Maire de Notre-Dame-du-Guildo, conseiller d'arrondissement                              |
| 1913-1925                                | François Durand                                               | Rad.                        | Négociant en vins et spiritueux Maire de Pléhérel                                       |
| 1925-1931                                | Joseph-Marie Ménard                                           | Conservateur URD            | Médecin à Matignon                                                                      |
| 1931-1940                                | Jean Betfert                                                  | Rad. ind.                   | Agriculteur Maire de Ruca (1900-1938), conseiller d'arrondissement Sénateur (1938-1940) |
|                                          |                                                               |                             |                                                                                         |
| 1943-1945                                | François Carfantan                                            |                             | Maire de Saint-Denoual Nommé conseiller départemental en 1943                           |
|                                          |                                                               |                             |                                                                                         |
| 1945-1949                                | Joseph Hourdin (1911-1984)                                    | SFIO                        | Dessinateur industriel Maire de Pléhérel (1945-1977)                                    |
| 1949-1955                                | Jean Ballan                                                   | DVD                         | Cultivateur Maire d'Hénanbihen                                                          |
| 1955-1973                                | Joseph Hourdin                                                | SFIO-PS                     | Dessinateur industriel Maire de Pléhérel                                                |
| 1973-1992                                | Yves Sabouret                                                 | CDP puis DVD                | Inspecteur des Finances Maire de Saint-Cast-le-Guildo (1967-1995)                       |
| 1992-2015                                | Marie-Reine Tillon                                            | PS (jusqu'en 2001) puis DVG | Maire de Matignon (2001-2002)                                                           |
| Les données manquantes sont à compléter. |                                                               |                             |                                                                                         |

### Conseillers d'arrondissement (de 1833 à 1940)
| Période                                  | Période      | Identité                                                       | Étiquette    | Qualité |
| ---------------------------------------- | ------------ | -------------------------------------------------------------- | ------------ | --- |
| 1833                                     | 1839         | François Marc Le Mordan-Villecochard de Langourian (1786-1864) |              | Propriétaire rentier, notaire, maire de Pléhérel                                                            |
| 1839                                     | 1842         | M. Hardy du Bignon                                             |              | Juge de paix à Matignon                                                                                     |
| 1842                                     | 1845         | M. Sanson                                                      |              | Propriétaire à Pléhérel                                                                                     |
| 1845                                     | 1848         | Corneille O'Murphy                                             |              | Propriétaire à Saint-Pôtan                                                                                  |
|                                          |              |                                                                |              | |
| av.1856                                  | 1861         | Charles Vissénaire                                             |              | Propriétaire à Matignon                                                                                     |
| 1861                                     | 1866 (décès) | Hippolyte Marie Vittu de Keraoul (1819-1866)                   |              | Propriétaire à Matignon                                                                                     |
|                                          |              |                                                                |              | |
| 1898                                     | 1907         | Marie Hippolyte Félix Poinçon de La Blanchardière              | Conservateur | Maire de Notre-Dame-du-Guildo                                                                               |
| 1907                                     | 1919         | Yves Le Restif de La Motte-Colas (1876-1947)                   | Libéral      | Maire de Pléboulle                                                                                          |
| 1919                                     | 1931         | Jean Betfert                                                   | Radical      | Agriculteur, expert géomètre, maire de Ruca (1900-1938)                                                     |
| 1931                                     | 1940         | Alfred Carfantan                                               |              | Commerçant à Hénanbihen                                                                                     |
| 1940                                     |              |                                                                |              | Les conseils d'arrondissement ont été suspendus par la loi du 12 octobre 1940 et n'ont jamais été réactivés |
| Les données manquantes sont à compléter. |              |                                                                |              | |